# 유상득
유상득(劉常得, ? ~ ?)은 전한 말기의 제후로, 광양혜왕(廣陽惠王)의 아들이다.

## 행적
수화 원년(기원전 7년), 방향후(方鄕侯)에 봉해졌다.
방향후 상득 16년(9년), 전한이 멸망하여 작위가 박탈되었다.

## 출전
- 반고, 《한서》 권15하 왕자후표 下